# Hans Steineder
Hans Steineder (* 27. Februar 1904 in Linz; † 29. März 1976 ebenda) war ein österreichischer Architekt.

## Leben
Hans Steineder besuchte von 1910 bis 1915 die Knaben-Volksschule und von 1915 bis 1918 die Knaben-Bürgerschule in Linz-Waldegg und von 1918 bis 1923 die Baufachschule an der Staatsgewerbeschule in Salzburg bei Wunibald Deininger. Er machte sein Praktikum in der Zimmerei und Tischlerei seines Vaters und Stadtzimmermeisters Leopold Steineder in Linz und beim Baumeister Max Ortner in Linz und maturierte 1923. Danach studierte er bis 1926 an der Akademie der bildenden Künste in Wien bei Peter Behrens Architektur.
1927 eröffnete Hans Steineder sein eigenes Architekturbüro in Linz und erhielt bedeutende Aufträge aus dem röm.-kath. Bereich in Oberösterreich und im Land Salzburg. Mitte der 1930er Jahre brachen die großen Aufträge ab und 1938 wurde sein Architekturbüro von den Nationalsozialisten beschlagnahmt. Hans Steineder übersiedelte nach Wien und konnte von 1938 bis 1945 beim nationalsozialistischen Architekten Fritz Schoderböck arbeiten. 1946 wurde Hans Steineder wieder selbständiger Architekt mit Büros in Linz und Wien, wobei er hauptsächlich in Wien arbeitete und an den Wochenenden in Linz bei der Familie war. Nach 1945 erhielt er Anerkennungen vom Land Niederösterreich für Restaurierungen von historischen Gebäuden und für Neubauten im historischen Kontext.

## Auszeichnungen
- 1925 Goldene Füger-Medaille der Akademie für die beste Lösung der Aufgabe Benzinzapfstelle
- 1926 Gustav Lindenthal-Preis der Akademie für industrielle Gestaltung
- 1971 Berufstitel Professor

## Realisierungen
- 1927–1929 Zubau in der Brucknerstraße 8 zur Schule der Franziskanerinnen in Linz[1]
- 1928–1937 Realgymnasium der Franziskanerinnen von Vöcklabruck in Wels
- 1930 Beethovenstraße Nr. 1 in Linz mit der Vereinigten Baugesellschaft Pirkl & Eysert[1]
- 1930 Kolpinghaus  in Linz, mit Baumeister Friedrich Gangl, Steineders Linzer Hauptwerk, ein Teil davon wird heute vom Kinderkulturzentrum Kuddelmuddel eingenommen.[1]
- 1931–1932 Exercitienhaus Subiaco in Kremsmünster
- 1934–1935 Hauptschule der Schulschwestern in Attnang-Puchheim
- 1949–1953 mit Helene Koller-Buchwieser die röm.-kath. Pfarrkirche Maria Empfängnis in Wien-Meidling
- 1955–1957 Gemeindebau Grinzinger Straße 2 in Wien-Döbling
- 1958–1960 Gemeindebau Edwin-Schuster-Hof in Wien-Döbling